# نازان شورای
نازان شورای (انگلیسی: Nazan Şoray؛ زادهٔ ۵ ژانویهٔ ۱۹۵۴) خوانندگی، بازیگر اهل ترکیه است. وی از سال ۱۹۶۸ میلادی تاکنون مشغول فعالیت بوده‌است.